# 加賀昭三
加賀 昭三（かが しょうぞう、1955年 - ）は、日本のゲームクリエイター。有限会社ティルナノーグ代表取締役。1999年8月までは任天堂のセカンドパーティ企業である株式会社インテリジェントシステムズ（以下IS）でディレクターを務めていた。

## 人物
ISで海外市場向けのシューティングゲーム開発などを担当していたが、アルバイトで雇われていた学生3名と加賀曰く「同人ゲームのノリで」制作した『ファイアーエムブレム 暗黒竜と光の剣』（ファミリーコンピュータ・1990年4月20日発売）がヒットし、一躍有名クリエイターの仲間入りを果たす。その後は1999年の『ファイアーエムブレム トラキア776』（スーパーファミコン）まで一貫して同シリーズのディレクターを務め、事実上「FEシリーズの生みの親」と認識されてきた。このゲームを好意的に取り上げた人物には、元ファミコン通信のライターであったジョルジョ中治、漫画家の佐野真砂輝&わたなべ京と、ゲームクリエイターの桜井政博が挙げられる。
1999年8月にISを退社しティルナノーグを設立、かねてからFEフリークであったファミ通編集長（当時）浜村弘一の協力を取り付けてプレイステーション用ゲーム『エムブレムサーガ』の開発に着手する。加賀は本作が任天堂から問題視されるとは考えていなかったためか、ネット上で「外伝タイプのゲームシステムで、・・・Ｎ社との関係は今まで通りです。今作はプレイステーションですが、」と発言したが、ファミ通2000年1月21日号に掲載されたインタビューにおいて、『FE』シリーズと世界観を共有する作品であると示唆したことなどが任天堂およびISから指摘され、再三、ゲームの発売中止または内容の抜本修正を求められるようになる。結局、『エムブレムサーガ』は2001年4月に『ティアリングサーガ ユトナ英雄戦記』と改題され、同年5月にエンターブレインより発売されるが任天堂とISは『ティアリングサーガ』のゲーム内容にFEの著作権を侵害しているものが多数含まれていることおよび、FEシリーズと関連性があるかのような広告宣伝方法が消費者に誤認を与えているという2点を巡ってエンターブレイン・ティルナノーグ・加賀の3者を東京地方裁判所に提訴。2002年11月14日の一審判決では任天堂及びISの請求は全て棄却されたが、2004年11月24日の二審・東京高裁判決（2005年4月に最高裁で任天堂の上告を棄却。二審判決が確定。）は不正競争防止法違反について加賀ら3者の責任を認め、約7600万円の損害賠償が命じられた。この間、2004年5月31日の控訴審第9回審理では加賀本人が出廷し、ゲームの製作過程などについて証言を行っている。経緯と詳細はティアリングサーガに関わる問題を参考。
この裁判の結果、任天堂およびISからの内容証明を受けて発売までにゲーム内容を修正したこと、ならびに『FE』と『ティアリングサーガ』に共通して採用されている多くのゲームシステムは一般的なアイデアの域を出ず、著作権法違反は存在しないことが確定したのを受け、エンターブレインは2005年5月26日にプレイステーション2で続編『ベルウィックサーガ』を発売した。この作品のスタッフロールに加賀およびティルナノーグはクレジットされておらず、加賀はティアリングサーガ完成直後の時点で「隠居中」であるらしく、その後のはっきりした制作活動は不明であるなどという風説も流布されたが、ファミ通ゲーム白書2006に『ベルウィックサーガ』の開発元としてティルナノーグが明記されており、また2008年には加賀昭三本人によって『ティアリングサーガ』および『ベルウィックサーガ』の数々の設定資料や続編の構想を著したブログを公開、『ベルウィックサーガ』が加賀の作品であることが確定した。
2012年3月14日、自身のブログ上で、現場から引退していることを明らかにした。
2015年5月に趣味の娯楽として市販されているゲーム製作ツールを利用した完全オリジナル作品のプロジェクトを立ち上げ、2016年9月5日に『ヴェスタリアサーガ I 亡国の騎士と星の巫女』を公開した。なお、ヴェスタリアサーガは二部構成とアナウンスされた。シナリオやマップが好評を博し、2018年8月には英語翻訳されたsteam版が公開がされた。
2019年3月に『Vestaria Saga 外伝-シルヴァビルヒの聖なる剣』、『Vestaria Saga 外伝-ルッカの英雄』を発表。二部の発表が期待されている。

## 作品
ファイアーエムブレムシリーズ
- ファイアーエムブレム 暗黒竜と光の剣（FC・1990年4月20日 ゲームデザイナー、ディレクター、シナリオ[11]）
- ファイアーエムブレム外伝（FC・1992年3月14日 ゲームデザイン、ディレクター[12]）
- ファイアーエムブレム 紋章の謎（SFC・1994年1月21日 チーフゲームデザイナー、ディレクター、シナリオ[13]）
- ファイアーエムブレム 聖戦の系譜（SFC・1996年5月14日 チーフゲームデザイナー、ディレクター、シナリオ[14]）
- BSファイアーエムブレム アカネイア戦記編（SFC（サテラビュー）・1997年9月29日～10月25日配信）
- ファイアーエムブレム トラキア776（SFC（ニンテンドウパワー）・1999年8月28日、SFC／ROMカセット・2000年1月21日 ゲームデザイン、シナリオ[15]）

ティアリングサーガシリーズ
- ティアリングサーガ ユトナ英雄戦記（PS・2000年5月24日）
- ベルウィックサーガ（PS2・2005年5月26日）

その他の作品
- スーパーファミコンウォーズ（SFC（ニンテンドウパワー）・1998年5月1日 ゲームデザイン）
- トレード&バトル カードヒーロー（GB・2000年2月21日）※テクニカルアドバイザー